# オリバー・チェスラー
オリバー・チェスラー(Oliver Chesler)は、アメリカ合衆国・ニューヨーク市を拠点に活動しているハードコアテクノのプロデューサー、およびDJである。本名での活動よりも変名での活動のほうが有名で、中でもザ・ホラリスト(The Horrorist)やDJスキンヘッド(DJ Skinhead)という変名が広く認知されている。

## 経歴
高校時代にはゴシック・ロックに傾斜しており、特にフロント242、ニッツァー・エブ、スキニー・パピーなどのバンドを好んで聴きながら過ごした。
大学に入った頃には、頻繁にレイヴへ行くようになる。そこで彼は、後にダイレクト・ドライブやインダストリアル・ストレングスなどのレコードレーベルから作品をリリースする事となるジョン・セルウェイ(John Selway)と知り合う。この時期から、次第に音楽性がハードコアな方向へと変わって行く。また、その当時1989年に、D．A．ペネベイカー(D.A. Pennebaker)が作成したデペッシュ・モードのコンサート・フィルム「101」へ、デペッシュ・モードのファンの一人として出演した。
1992年からはテクノ・レーベルから徐々に自作の曲をリリースするようになり、特にインダストリアル・ストレングスから1994年にリリースした、DJスキンヘッド名義の"Extreme Terror"は、現在でもテラーコアの曲として有名である。
音楽活動を始めてから数年後、オリバーの音楽スタイルが、それまでと比較してテンポの遅い曲調へヴォーカルを乗せたスタイルへ変化した時、ジョン・セルウェイが難色を示し始めた。このため、1996年にレコードレーベル「Things To Come Records」を発足し、リリースを行うようになった。このレーベルは現在に至るまで運営もオリバー自身が行っている。
2001年には、ジャーマン・ダンスチャート(DDC)でザ・ホラリスト名義の"One Night in NYC"がヒットを記録し、更に2004年には、ジャーマン・オルタネイティブチャート(DAC)でアルバム「Manic Panic」によるヒットを出した。
現在、ニューヨーク市の他に、ドイツのベルリンにもオフィスを持っており、これら地域を活動ベースとして、主にザ・ホラリスト名義で広く活動を行っている。尚、作曲活動はシンセサイザーのElectrocomp-101と、シーケンスソフトのCubaseで殆ど行っているという。

## 主要作品
加入ユニットや名義によってスタイルが異なるため、ここでは分けて記述している。

### ザ・ホラリスト
英語名は、The Horrorist。近年はこの名義での活動がメインとなっており、最も広く知られている変名でもある。作品の大半は、Things To Come Recordsからのリリースとなっている。
他の名義でリリースしていた1990年代前半の高速BPMスタイル、かつノイジーなスタイルとは異なり、ダークコア路線の作品が多い。オリバー自身、かつての高速ハードコア路線を否定するコメントもしていた事があるが、その後もDJスキンヘッド名義などでは、かつてのスタイルでのリリースを継続している。
- One Night In NYC (1996年, TTC-002)
- Flesh Is The Fever (1997年, 2.003.468)
- Run For Your Life (1997年, TTC-004)
- One Night In NYC(Remixes) (2001年, SUPER DJ2012DMD)
- The Virus (2001年, 0133350A45)
- Mission Ecstasy 2003 (2003年, ACA 2017.004/12)
- Sex Machine (2003年, TTC-009)
- Manic Panic (2003年, TTC-001) アルバム
- Body To Body (2005年, TTC-012)

### DJスキンヘッド
英語名は、DJ Skinhead。
主にインダストリアル・ストレングスで活動する際に使用している名義。スタジオに置かれていた、毛髪の抜け落ちたバービー人形が、この名前の由来である。また、一般的にはオリバー・チェスラー個人の変名という扱いにされているが、実際はSal Mineoが加わったグループでの活動であると言われている。
- Extreme Terror (The Temper Tantrum Mixes) (1994年, IS026)
- DJ Skinhead III (1996年, IS039)
- Extreme Terror (Remixes) (2000年, CEW001)
- Extreme Terror (2004年, ISR51CD) アルバム
- The Ultimate Cumshot (2005年, IS058)

### DJサイバースナッフ
英語名は、DJ Cybersnuff。
インダストリアル・ストレングス傘下のラフビーツレコードで活動する際に使用している名義。
- Hard Beats For A Ruff World (1996年, RB008)
- T.V. Land (1997年, RB015)

### DJサイレンス
英語名は、DJ Silence。
ラフビーツレコードで活動する際に使用しており、上記のDJサイバースナッフ名義を止めた後は、こちらを使用するようになった。
- Silence Sucks!!! (1998年, RB019)

### ザ・ナーカノシス
英語名は、The Narcanosis。
モクム・レコード系列のレーベルで活動する際に使用している名義。
- The Night Of The Monkeys(1997年, MOK69)

### テンパー・タントラム
英語名は、Temper Tantrum。
ロブ・ライアン(Rob Ryan)、そして実兄であるアレキサンダー・チェスラー(Alexander Chesler)とのユニット。インダストリアル・ストレングスで活動する際に使用していた。
- Uncontrollable Fit EP (1994年, IS023)
- Take Care Comb Your Hair (1995年, IS034)
- Destroy The Earth (2001年, ISE002)

### ディスインテグレーター
英語名は、Disintegrator。
ジョン・セルウェイ(John Selway)とのユニット。主にインダストリアル・ストレングス系列のレーベルで活動する際に使用していた。
- Schizophrenic (1992年, DDR001)
- Target Terminated (1992年, SS-05)
- Machines (1993年, IS05)
- Trans-Dimensional (1995年, IST009)

### スーパーパワー
英語名は、Superpower。
Miroslav Pajicとのユニット。（他の作品と比較すれば）ややテンポを落とした曲調が多い。
- The Future Crusade (1997年, TTC-003)
- In The Midnight Hour (2000年, DR0026-1)
- S.T.R.O.B.E. (2002年, ACA2017.003/12)